# Маколкин, Владимир Иванович
Владимир Иванович Маколкин (1931—2012) — российский терапевт, кардиолог.

## Биография
После окончания в 1955 году лечебного факультета 1-го ММИ, работал в институтской клинике факультетской терапии им. В. Н. Виноградова — в 1955–1957 годах клинический ординатор, в 1957–1960 годах аспирант, в 1960–1966 годах ассистент, в 1966–1968 годах доцент, в 1968–1977 и в 2004–2012 годах профессор, в 1977–2004 годах заведующий кафедрой факультетской терапии, директор клиники факультетской терапии им. В. Н. Виноградова. В 2011 году присвоено звание почетного заведующего кафедрой 1-го МГМУ.
Член редколлегии журналов «Кардиология», «Сердечная недостаточность», «Артериальная гипертония».
Увлекался горнолыжным спортом, член президиума Федерации горных лыж в 1986—2006 годах.
Похоронен на Введенском кладбище (13 уч.).

## Избранные научные труды
Опубликовал более 300 печатных работ, в том числе несколько монографий.
- Нейроциркуляторная дистония. — Чебоксары, 1955 (в соавт. с С. А. Аббакумовым)
- Электрокардиография и векторкардиография в диагностике пороков сердца. 1973
- Предсердная электрокардиография. 1973
- Нейроциркуляторная дистония в практике терапевта. 1985
- Гипертоническая болезнь. 2000
- Приобретенные пороки сердца. 3-е изд. — М., 2003
- Микроциркуляция в кардиологии. — М., 2004 (в соавт.)
- Внутренние болезни. Учебник для студентов мед. вузов. 5-е изд. — М., 2005 (в соавт.).
- Метаболический синдром. 2010